# マーティン・ロベーツ
マーティン・ロベーツ（Martine Irma Robbeets、1972年10月24日 - ）はベルギーの言語学者および日本学者、アルタイ語族の専門家。ドイツのマインツ大学の名誉教授とマックス・プランク人類史科学研究所のグループリーダーを兼任している。

## 人物・来歴
日本語が韓国語、トルコ語、モンゴル語、満州語などと同じ語族に属すると主張する言語学者の一人であり、従来の広義のアルタイ語族（チュルク語族、モンゴル語族、ツングース語族、日本語族、朝鮮語族）を「トランスユーラシア語族」 (Transeurasian) と呼称している。

### 日琉語族に関する説

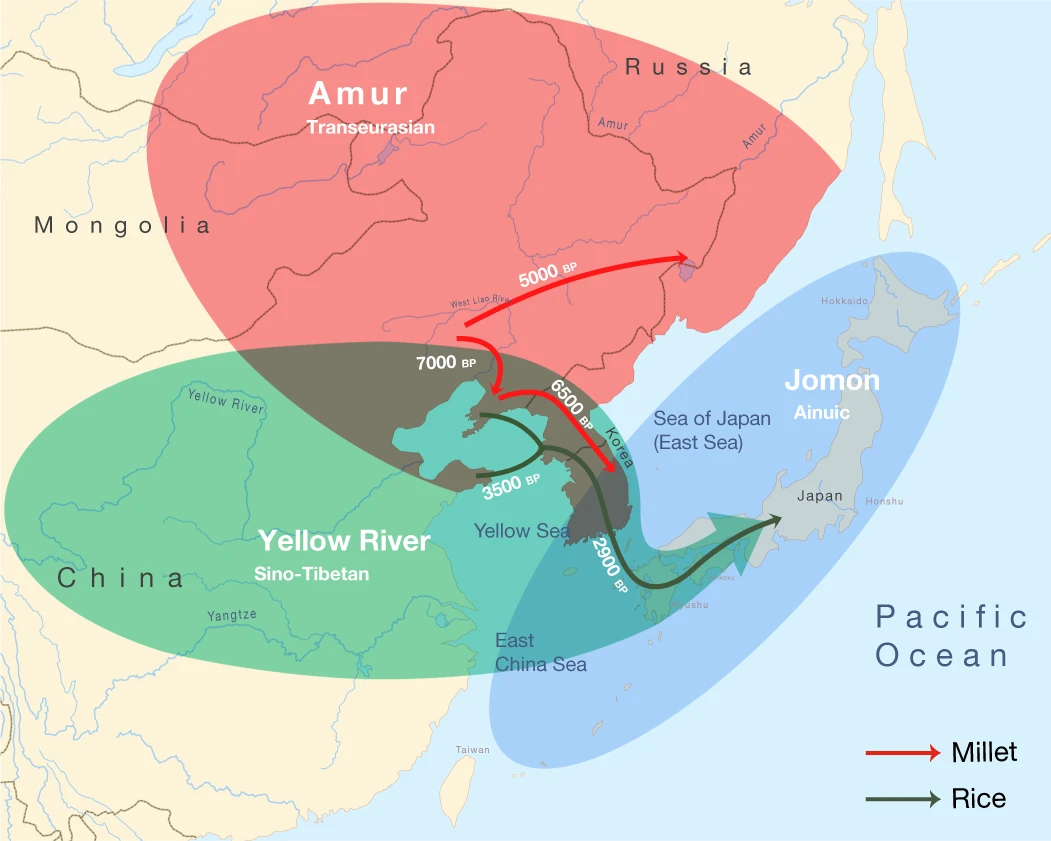
アムール川流域の祖先系統は赤、黄河流域の祖先系統は緑、縄文人の祖先系統は青で示されている。赤い矢印は、新石器時代にキビ農耕民が東へ移動し、朝鮮語族やツングース語族をもたらしたことを示している。黒の矢印は、後期新石器時代から青銅器時代にかけての稲作農業との統合を示し、朝鮮半島を越えて日本に日琉語族をもたらした

農耕/言語拡散仮説に基づき、中国遼寧省の西遼河流域で前9千年紀頃にキビの畑作農耕を行っていた興隆窪文化が日本語の起源となるトランスユーラシア語族(アルタイ諸語)の原郷であるとした。また、そこから東方にキビ農耕が伝わる中で、前9千年紀から7千年紀に他のアルタイ諸語から遼西地域において日流祖語と朝鮮祖語の共通祖語が分岐し、さらにキビ農耕民が前6千年紀の中頃、櫛目文土器時代の中期に朝鮮半島を南下し朝鮮祖語が分岐したとした。また2017年の論文では、前6〜5千年紀以降に山東半島の大汶口文化などと交流のあった遼東半島の後窪遺跡の文化が日琉祖語ではないかとしており、この交流を通じて大汶口文化からオーストロネシア語族の影響があったのではないかとし、したがって日琉語族へのオーストロネシア語族の影響は遼東半島で起こったとした。さらに前3300年頃に山東半島や遼東半島から水稲稲作、小麦、大麦の農耕が朝鮮半島に伝わり無文土器文化が成立した。ただし後に朝鮮半島を統一して朝鮮語の基礎になった新羅が成立する朝鮮半島東南部では水稲稲作の普及が進まず、畑作農耕が重要であった。その無文土器文化が前3千年紀に九州に伝わって弥生文化が成立し、日本列島に日琉語族が広まったとした。

### 学位
- ライデン大学韓国学修士
- ルーヴェン・カトリック大学日本学修士
- ライデン大学比較言語学博士

## 著作
- Robbeets, M.; Savelyev, A.:  Language dispersal beyond farming. John Benjamins Publishing, Amsterdam (2017)
- Robbeets, M.:  Diachrony of verb morphology: Japanese and the Transeurasian languages. de Gruyter Mouton, Berlin (2015)
- Robbeets, M.; Bisang, W. (Eds.):  Paradigm change: in the Transeurasian languages and beyond. Benjamins, Amsterdam (2014)
- Robbeets, M.:  Is Japanese related to Korean, Tungusic, Mongolic and Turkic? Harrassowitz, Wiesbaden (2005)